# Gabriel Randrianantenaina
Gabriel Randrianantenaina (ur. 26 lutego 1969 w Tanambe) – madagaskarski duchowny katolicki, biskup diecezjalny Tsiroanomandidy od 2021.

## Życiorys

### Prezbiterat
Święcenia kapłańskie otrzymał 31 maja 1997 i został inkardynowany do diecezji Ambatondrazaka. Przez kilka lat pracował duszpastersko, a w 2003 powierzono mu funkcję delegata ds. duszpasterstwa powołań. W 2006 uzyskał inkardynację do nowo powstałej diecezji Moramanga, nadal pozostając na stanowisku biskupiego delegata. W 2010 został rektorem seminarium, a w 2016 objął funkcję sekretarza-koordynatora w madagaskarskiej Konferencji Episkopatu.

### Episkopat
30 kwietnia 2021 papież Franciszek mianował go biskupem diecezjalnym Tsiroanomandidy. Sakry biskupiej udzielił mu 11 lipca 2021 roku kardynał Désiré Tsarahazana. Cztery miesiące później objął stanowisko sekretarza generalnego Konferencji Episkopatu Madagaskaru.